# Quekettia pygmaea
Quekettia pygmaea är en orkidéart som först beskrevs av Célestin Alfred Cogniaux, och fick sitt nu gällande namn av Leslie Andrew Garay och Richard Evans Schultes. Quekettia pygmaea ingår i släktet Quekettia och familjen orkidéer. Inga underarter finns listade i Catalogue of Life.